# 伯爾布萊楚鄉
45°08′N 25°18′E / 45.133°N 25.300°E
伯爾布萊楚鄉（羅馬尼亞語：Comuna Bărbulețu, Dâmbovița），是羅馬尼亞的鄉份，位於該國南部，由登博維察縣負責管轄，面積25平方公里，海拔高度504米，2007年人口2,086，人口密度每平方公里85人。